# Allocutions familiales
Allocutions familiales (en France) ou Bébérama (au Québec) (Marge vs. Singles, Seniors, Childless Couples and Teens, and Gays) est le 8e épisode de la saison 15 de la série télévisée d'animation Les Simpson.

## Synopsis
En tombant sur une émission pour enfants, Maggie devient fan de Roofi,un chanteur pour enfants. Le concert de Roofi auquel Marge l'emmène est saturé. Le concert tourne au désastre, la pluie tombe et Roofi s'enfuit du concert en hélicoptère. Devant les millions de dollars de dégâts engendrés par les bébés, Lindsey Naegle crée une association et avec la population enlève tout ce qui est pour les bébés. Marge décide de faire passer une loi au Sénat pour contrer l'association de Lindsey Naegle…